# Cơ số
Trong các hệ đếm toán học, cơ số là số các chữ số của hệ đếm, bao gồm cả số 0 được dùng để biểu diễn số trong hệ đếm. Ví dụ, với hệ thập phân (hệ đếm sử dụng phổ biến nhất hiện này) cơ số là 10, vì hệ đếm này dùng mười chữ số từ 0 đến 9.
Trong bất kỳ hệ đếm tiêu chuẩn theo vị trí nào, một số thường được viết theo mẫu (x)y với x là một chuỗi các chữ số và y là cơ số của nó, mặc dù đối với cơ số 10, chỉ số y thường được giả định sẵn (và bỏ qua, cùng với cặp ngoặc đơn), vì cách thể hiện các số theo cơ số này là cách phổ biến nhất. Ví dụ, (100)10 = 100 (trong hệ cơ số 10) thể hiện số 100, trong khi (100)2 (trong hệ nhị phân với cơ số 2) thể hiện số 4.

## Trong các hệ đếm
Trong hệ đếm cơ số 13, một chuỗi số như 398 biểu diễn số 3 × 132 + 9 × 131 + 8 × 130.
Tổng quát hóa, trong một hệ đếm cơ số b (b > 1), một chuỗi các con số d1 ... dn biểu diễn số d1bn−1 + d2bn−2 + ... + dnb0, với điều kiện 0 ≤ di < b.